# Paya Reuhat
Paya Reuhat is een bestuurslaag in het regentschap Bireuen van de provincie Atjeh, Indonesië. Paya Reuhat telt 284 inwoners (volkstelling 2010).